# L'attacco dei pomodori impazziti
L'attacco dei pomodori impazziti (Attack of the Killer Tomatoes) è una serie televisiva animata statunitense del 1990, sviluppata da Richard Mueller.
Basato sul film L'attacco dei pomodori assassini del 1978 e Il ritorno dei pomodori assassini del 1988, la serie è un sequel dei due film ed è incentrata sullo scienziato pazzo Dr. Putrid T. Gangreen e il suo socio Igor Smith che trasformano i pomodori nella città di San Zucchini in mostri. Il malvagio dottore è combattuto dal giovane Chad Finletter e dai suoi amici Tara Boumdeay (segretamente un ibrido umano/ pomodoro che finge di essere un'adolescente) e FT che finge di essere un cane.
La serie è stata trasmessa per la prima volta negli Stati Uniti su Fox Kids dall'8 settembre 1990 al 23 novembre 1991, per un totale di 21 episodi ripartiti su due stagioni. In Italia è stata trasmessa su Fox Kids dal 2000.
La proprietà della serie è passata alla Disney nel 2001 quando la società ha acquisito Fox Kids Worldwide, che includeva anche la casa di produzione Marvel Productions.

## Episodi
| Stagione         | Episodi | Prima TV USA | Prima TV Italia |
| ---------------- | ------- | ------------ | --------------- |
| Prima stagione   | 13      | 1990         | 2000            |
| Seconda stagione | 8       | 1991         | 2000            |

## Personaggi e doppiatori
- Chad Finletter, voce originale di Christian Guzek.
- Tara Boumdeay, voce originale di Kath Soucie.
- Wilbur Finletter, voce originale di Thom Bray.
- F.T., voce originale di S. Scott Bullock.
- Whitley White, voce originale di Neil Ross.